# Cambio climático en Senegal

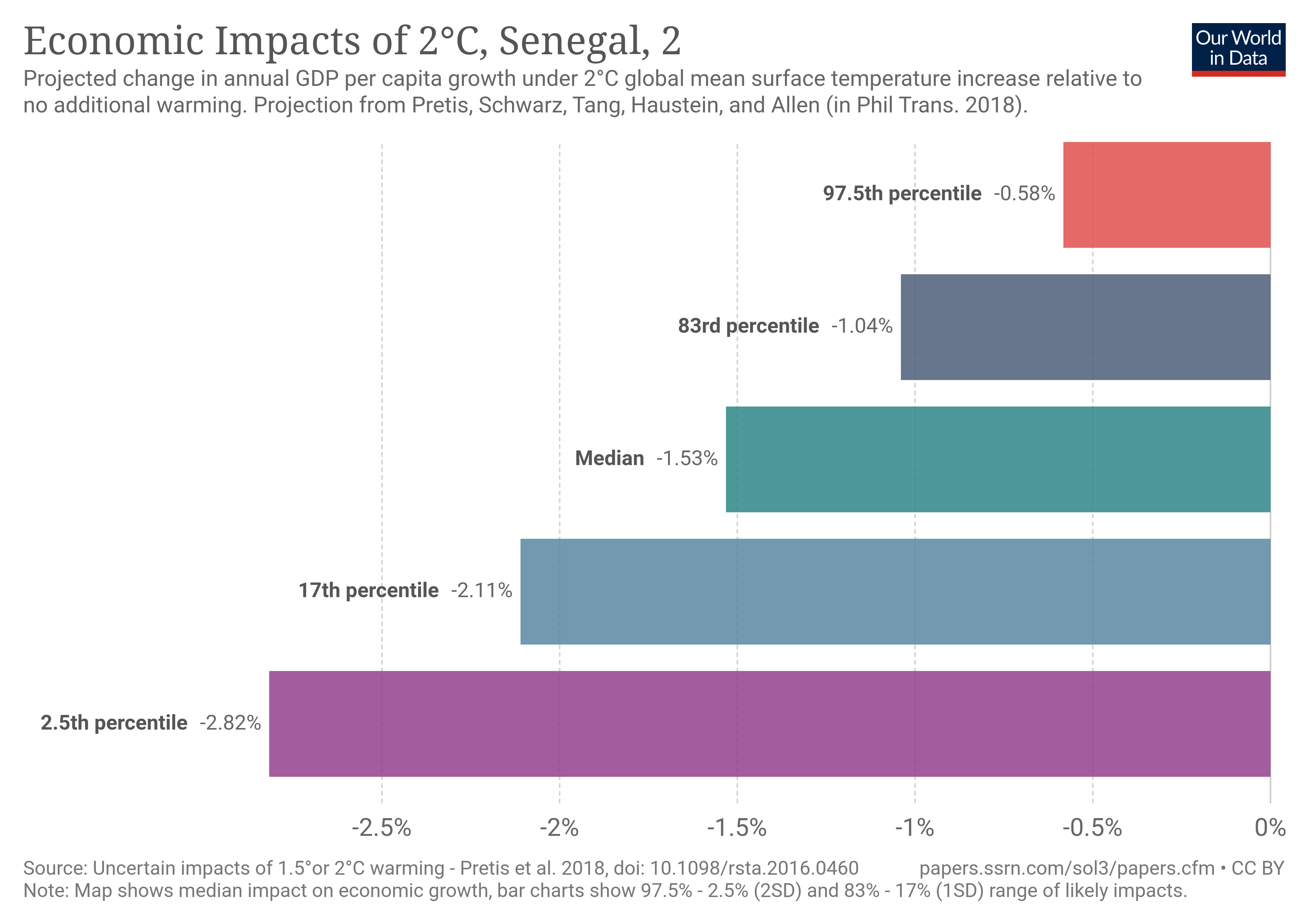
Impacto económico de 2 °C en Senegal

El cambio climático en Senegal tendrá repercusiones de gran alcance en muchos aspectos de la vida del país. El cambio climático provocará un aumento de las temperaturas medias en África occidental de entre 1.5 y 4 °C (3 °F y 7 °F) para mediados de siglo, en relación con 1986-2005. Las proyecciones de precipitaciones indican una disminución general de las mismas y un aumento de las mega-tormentas intensas sobre el Sahel. Se prevé que el nivel del mar suba más rápido en África Occidental que la media mundial. Aunque Senegal no es actualmente un gran contribuyente a las emisiones mundiales de gases de efecto invernadero, es uno de los países más vulnerables al cambio climático.
La extrema sequía está afectando a la agricultura, provocando inseguridad alimentaria y laboral, ya que más del 70% de la población está empleada en el sector agrícola. Se prevé que la subida del nivel del mar y la consiguiente erosión costera causen daños en las infraestructuras costeras y desplacen a un gran porcentaje de la población que vive en las zonas costeras. El cambio climático también tiene el potencial de aumentar la degradación de la tierra, lo que probablemente incrementará la desertificación en el este de Senegal, provocando la expansión del Sahara.
Las políticas y planes de adaptación al cambio climático son importantes para ayudar a Senegal a prepararse y adaptarse. En 2006, Senegal presentó su Programa Nacional de Acción para la Adaptación (PNA) a la Convención Marco de las Naciones Unidas sobre el Cambio Climático. El PNA identifica los recursos hídricos, la agricultura y las zonas costeras como los sectores más vulnerables del país. En 2015, Senegal publicó sus Contribuciones Previstas Determinadas a Nivel Nacional (CPDN), que indicaban que el cambio climático sería tratado como una prioridad nacional.

## Emisiones de gases de efecto invernadero

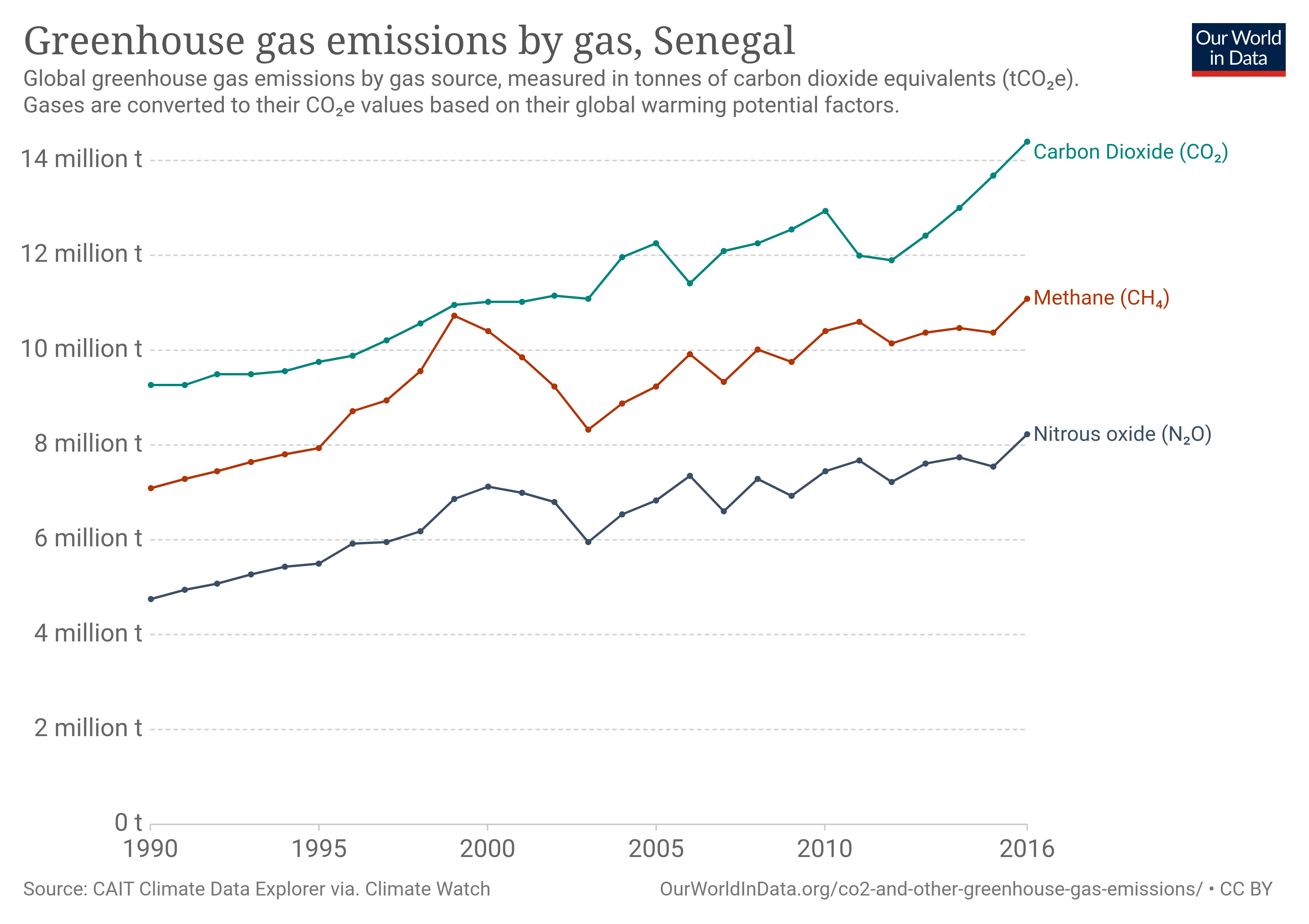
Emisión de gases de efecto invernadero de Senegal entre 1990 y 2016

En la actualidad, Senegal no es un país que contribuya en gran medida a las emisiones mundiales de gases de efecto invernadero. El país contribuye con menos de una tonelada de CO2 por persona y año (en comparación con la media mundial de más de 6 toneladas por persona y año) y ocupa el puesto 150 en la lista de países por emisiones de CO2. Sin embargo, es uno de los países más vulnerables al cambio climático.

### Consumo de energía
La mayor parte de la energía en Senegal se produce a partir de combustibles fósiles, predominantemente gasóleo y gas. Una pequeña parte de la energía en Senegal procede de energías renovables, como la presa de Manantali en Malí y un nuevo parque eólico en Thiès.

### Producción de combustibles fósiles
Históricamente, Senegal no era un gran productor de combustibles fósiles, pero los importantes descubrimientos de gas natural han provocado un importante aumento de la producción.

## Impactos en el entorno natural

### Cambios de temperatura y clima
Se prevé que África occidental se vea afectada por el cambio climático provocado por el aumento de las temperaturas, la disminución de las precipitaciones, el aumento de las megatormentas y la subida del nivel del mar. Se prevé que las temperaturas medias en África occidental aumenten entre 1.5 y 4 °C (34 7 y 39.2 °F) a mediados de siglo, en relación con 1986-2005. Las proyecciones de precipitaciones indican una disminución general de las mismas y un aumento de las mega-tormentas intensas sobre el Sahel.

### Aumento del nivel del mar
Se prevé que el nivel del mar suba más rápido en África Occidental que la media mundial.

### Recursos hídricos
Los principales recursos hídricos de Senegal dependen de las precipitaciones. El déficit de precipitaciones y la mayor variabilidad debida al cambio climático reducirán probablemente las tasas de recarga de los acuíferos. Los principales centros de población ya están experimentando la intrusión de agua salada en los acuíferos y en las tierras de cultivo. El aumento del nivel del mar y la disminución de las precipitaciones agravarán los problemas de salinidad. A medida que se produzca una mayor intrusión de agua salada, esto supondrá una amenaza para las poblaciones de peces del país.

### Ecosistemas
La combinación del aumento de las temperaturas y la disminución de las precipitaciones probablemente aumentará la desertificación en el este de Senegal, lo que provocará la expansión del Sáhara.

## Impacto en las personas

### Impactos económicos

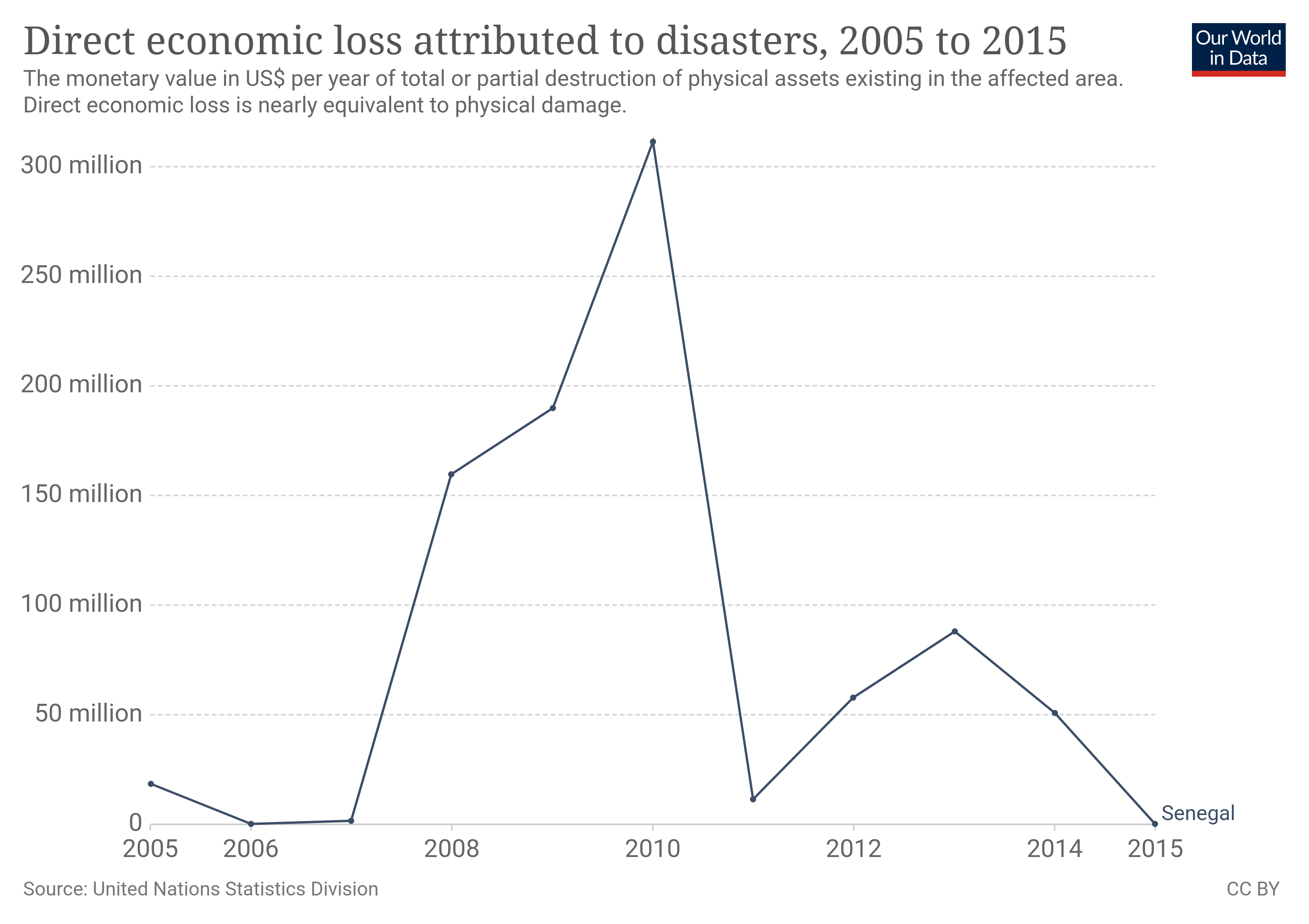
Pérdidas económicas directas atribuidas a las catástrofes en Senegal

#### Agricultura
Al igual que en otras partes de África Occidental, se espera que las condiciones meteorológicas extremas, incluida una sequía más grave en la región del Sahel, afecten en gran medida a la seguridad alimentaria y a los rendimientos agrícolas.
Es probable que el cambio climático reduzca el rendimiento de los cultivos clave, como el sorgo y el mijo, lo que supondrá una presión sobre los medios de vida rurales, ya que la agricultura da trabajo a cerca del 70% de la población de Senegal. Por ejemplo, algunas proyecciones sugieren que entre 2000 y 2009 se produjo una reducción del 10-20% en el rendimiento del mijo y del 5-15% en el del sorgo debido al cambio climático. La adaptación al cambio climático para el mijo y el sorgo incluye opciones como el aumento de la tolerancia de los cultivos a las altas temperaturas durante el periodo de floración y el aumento de las necesidades de tiempo térmico de los cultivares.
Además, las comunidades de pastores, que incluyen a unos 2.5 millones de personas en la región del Sahel en general, se verán gravemente afectadas, ya que la variabilidad meteorológica provocará un aumento del sobrepastoreo, la presión sobre los suministros de agua y los consiguientes efectos sobre la viabilidad económica de las comunidades de pastores. Por ejemplo, en 2017, las presiones sobre las tierras provocaron un aumento de la demanda de piensos manufacturados, lo que hizo que los precios se dispararan y que los ganaderos vendieran grandes porciones de sus rebaños.

### Repercusiones en la vivienda
Se espera que la subida del nivel del mar desplace a un gran porcentaje de la población de Senegal. Casi el 70% de la población vive en zonas costeras. El gobierno ya está trasladando a las comunidades de las zonas de alto riesgo de inundación. Además, casi el 90% de la industria de Senegal se encuentra en esa misma región costera. Los fenómenos meteorológicos extremos y las inundaciones costeras podrían poner en peligro estos importantes centros económicos.

## Mitigación y adaptación

### Políticas y legislación
En 2006, Senegal inició un Programa Nacional de Acción para la Adaptación (PNAA) como parte de la tendencia más amplia de crear Planes Nacionales de Adaptación. Un Comité Nacional sobre el Cambio Climático fue nombrado por grado presidencial para apoyar el programa. Además, existe un Fondo del Clima que es un instrumento de financiación del clima.

### Cooperación internacional
En 2015, Senegal publicó sus Contribuciones Determinadas a Nivel Nacional (CDN) que indicaban que el cambio climático sería tratado como una prioridad nacional.

## Sociedad y cultura

### Activismo
Al mismo tiempo que se aplican estas políticas, hay pruebas de que no se están aplicando plenamente. Por ejemplo, un artículo de The Nation centrado en la justicia climática describía cómo se construyó una central eléctrica de carbón en Bargny (Senegal), un lugar que había sido identificado por el gobierno como lugar de desplazamiento para las comunidades desplazadas por la subida del nivel del mar.